# Các phương ngữ tiếng Slovene

Bản đồ các nhóm phương ngữ tiếng Slovene
Thượng Carniola
Hạ Carniola (3. Kostel, 4. Kočevje, 5. Bắc Bạch Carniola, 6. Nam Bạch Carniola)
Štajerska
Pannonia
Kärnten
Ven biển (1. Šavrini, 2. Čičarija)
Rovte

Các phương ngữ tiếng Slovene (tiếng Slovene: slovenska narečja) là những biển thể vùng miền của tiếng Slovene, một ngôn ngữ Nam Slav. Tiếng Slovene thường được cho là có khoảng 48 phương ngữ (narečja) và tiểu phương ngữ (govori). Số phương ngữ chính xác là vấn đề chưa thống nhất, tùy ý kiến, con số này biến thiên từ chỉ 7 đến 50. Nhiều phương ngữ khác biệt với những phương ngữ còn lại đến nổi có thể gây khó khăn trong việc giao tiếp với nhau, nhất là nếu chúng thuộc về những nhóm phương ngữ khác nhau. Trong trường hợp như vậy, tiếng Slovene chuẩn được sử dụng. Các phương ngữ tiếng Slovene là một phần của dãy phương ngữ Nam Slav, liên quan với các phương ngữ tiếng Serbia-Croatia ở phía nam.

## Lịch sử phân loại
Những cố gắng đầu tiên trong việc phân loại phương ngữ tiếng Slovene là của Izmail Sreznevsky vào đầu thể kỷ 19. Tiếp sau những nghiên cứu của Jan Niecisław Baudouin de Courtenay (tập trung vào các phương ngữ Resia, Slavia Friulana, Cerkno, và Bled), Karel Štrekelj (tập trung vào phương ngữ Kras), và Ivan Scheinig (tập trung vào phương ngữ Kärnten). Rồi đến Ivan Grafenauer (thung lũng Gail), và Josip Tominšek (thung lũng Savinja). Trước Thế chiến thứ hai, những nghiên cứu của Lucien Tesnière, Fran Ramovš, và Aleksander Isachenko, và sau chiến tranh, nghiên cứu của Tine Logar và Jakob Rigler, là đáng chú ý hơn cả. Phân loại do Ramovš đề xuất sau đó được chấp nhận và bổ sung bởi Logar và Rigler, rồi được phát hành năm 1983 dưới tên Karta slovenskih narečij (Bản đồ phương ngữ tiếng Slovenia).

## Tiêu chuẩn phân loại
Việc chia tiếng Slovene ra các phương ngữ là dựa trên nhiều yếu tố ngôn ngữ học và phi ngôn ngữ học. Những yếu tố phi ngôn ngữ học như địa điểm cư trú và đặc điểm địa lý (sông, núi) giúp tạo nên nhiều đường đồng ngữ (isogloss) khác nhau. Những yếu tố ngôn ngữ học gồm sự tiếp xúc ngôn ngữ với các ngôn ngữ phi Slav, những yếu tố ngữ âm, từ vựng, và biến tố. Những điểm để phân biệt chính là 1) sự lưu giữ hay mất đi của pitch accent, 2) sự hiện diện của âm mũi *ę, âm mũi *ǫ, jat (ě), và yer (ъ, ь), 3) hệ thống nguyên âm, nguyên âm đôi, mức độ và loại hình giảm thiểu nguyên âm.

## Danh sách phương ngữ
Phân loại phương ngữ và tiểu phương ngữ dưới đây dựa theo bản đồ phương ngữ tiếng Slovene của Fran Ramovš, Tine Logar, và Jakob Rigler (1983), và một số nghiên cứu khác.
- Nhóm phương ngữ Thượng Carniola (gorenjska narečna skupina):
  - Phương ngữ Thượng Carniola (gorenjsko narečje, gorenjščina[10])
    - Tiểu phương ngữ Đông Thượng Carniola (vzhodnogorenjski govor, vzhodna gorenjščina[11])

  - Phương ngữ Selca (selško narečje, selščina[12])
- Nhóm phương ngữ Hạ Carniola (dolenjska narečna skupina):
  - Phương ngữ Hạ Carniola (dolenjsko narečje, dolenjščina[13])
    - Tiểu phương ngữ Đông Hạ Carniola (vzhodnodolenjski govor, vzhodna dolenjščina[13])

  - Phương ngữ Bắc Bạch Carniola (severnobelokranjsko narečje)
  - Phương ngữ Nam Bạch Carniola (južnobelokranjsko narečje, južna belokranjščina[14])
  - Phương ngữ Kostel (kostelsko narečje, kostelska belokranjščina,[14] kostelščina[15])
- Nhóm phương ngữ Štajerska (štajerska narečna skupina, štajerščina[16]):
  - Phương ngữ Trung Savinja (srednjesavinjsko narečje, srednja savinjščina[17])
  - Phương ngữ Thượng Savinja (zgornjesavinjsko narečje, zgornja savinjščina[16])
    - Tiểu phương ngữ Solčava (solčavski govor)

  - Phương ngữ Trung Štajerska (srednještajersko narečje, osrednja štajerščina[16])
  - Phương ngữ Nam Pohorje (južnopohorsko narečje, štajerska pohorščina[18])
    - Tiểu phương ngữ Kozjak (kozjaški govor)

  - Phương ngữ Kozje-Bizeljsko (kozjansko-bizeljsko narečje)
  - Phương ngữ Hạ Thung lũng Sava (posavsko narečje, posavščina[19])
    - Tiểu phương ngữ Zagorje-Trbovlje (zagorsko-trboveljski govor)
    - Tiểu phương ngữ Laško (laški govor)
    - Tiểu phương ngữ Sevnica-Krško (sevniško-krški govor)
- Nhóm phương ngữ Pannonia (panonska narečna skupina):
  - Phương ngữ Prekmurje (prekmursko narečje, prekmurščina[20])
  - Phương ngữ Vùng đồi Slovenia (goričansko narečje, goričanščina[21])
  - Phương ngữ Prlekija (prleško narečje, prleščina[22])
  - Phương ngữ Haloze (haloško narečje, haloščina[23])
- Nhóm phương ngữ Kärnten (koroška narečna skupina, koroščina[24]):
  - Phương ngữ Bắc Pohorje–Remšnik (severnopohorsko-remšniško narečje)
  - Phương ngữ Mežica (mežiško narečje, mežiščina[25])
  - Phương ngữ Thung lũng Jaun (podjunsko narečje, podjunščina[26]) (Austria)
  - Phương ngữ Ebriach (obirsko narečje, obirščina[27]) (Austria)
  - Phương ngữ Thung lũng Rosen (rožansko narečje, rožanščina[28]) (Austria)
  - Phương ngữ Thung lũng Gail (ziljsko narečje, ziljščina[28]) (Austria, Italy)
    - Tiểu phương ngữ Kranjska Gora (kranjskogorski govor)
- Nhóm phương ngữ Ven biển (primorska narečna skupina):
  - Phương ngữ Resia (rezijansko narečje, rezijanščina[29]) (Italy)
  - Phương ngữ Soča (obsoško narečje)
  - Phương ngữ Thung lũng Torre (tersko narečje, terščina[30]) (Italy)
  - Phương ngữ Thung lũng Natisone (nadiško narečje, nadiščina[31]) (Italy)
  - Phương ngữ Brda (briško narečje, briščina[32])
  - Phương ngữ Kras (kraško narečje, kraščina[33])
    - Tiểu phương ngữ Banjšice (banjški govor, banjiški govor[34])

  - Phương ngữ Istra (istrsko narečje, istrščina[35])
    - Tiểu phương ngữ Rižana (rižanski govor)
    - Tiểu phương ngữ dãy đồi Šavrini (šavrinski govor, šavrinščina[36])

  - Phương ngữ Nội Carniola (notranjsko narečje, notranjščina[37])
  - Phương ngữ Čičarija (čiško narečje, čički dialekt[38])
- Nhóm phương ngữ Rovte (rovtarska narečna skupina, rovtarščina[39]):
  - Phương ngữ Tolmin (tolminsko narečje, tolminščina[40])
    - Tiểu phương ngữ Bača (baški govor)

  - Phương ngữ Cerkno (cerkljansko narečje, cerkljanščina[29])
  - Phương ngữ Poljane (poljansko narečje, poljanščina[41])
  - Phương ngữ Škofja Loka (škofjeloško narečje, škofjeloščina[42])
  - Phương ngữ Črni Vrh (črnovrško narečje, črnovrščina[43])
  - Phương ngữ Horjul (horjulsko narečje, horjulščina[44])
- Nhóm tiểu phương ngữ Kočevje (mešani kočevski govori)